# 尿道嵴
尿道嵴（英語：urethral crest），是在男性和女性泌尿系统中的一类解剖特征。
在男性中，尿道嵴（crista urethralis masculinae, crista phallica）是尿道后壁的一个纵向褶皱，从膀胱悬垂体直至前列腺尿道，长度约为15至17毫米、3毫米宽。包括肌肉和海绵组织。当它膨胀时，它可以避免精子的传递。
在女性中，尿道嵴（crista urethralis femininae）是一个尿道后壁黏膜组织的突出纵向褶皱。